# Canguçu
Canguçu là một đô thị thuộc bang Rio Grande do Sul, Brasil. Đô thị này có diện tích 3525,068 km², dân số năm 2007 là 53553 người, mật độ 15,19 người/km².